# Aleksandr Pavlovskij
Aleksandr Anatol'evič Pavlovskij (in russo Александр Анатольевич Павловский?; Minsk, 14 luglio 1936 – 4 luglio 1977) è stato uno schermidore sovietico, vincitore di una medaglia di bronzo nella scherma ai giochi olimpici.